# Fuck Everyone and Run (F E A R)
Fuck Everyone and Run (F E A R) — восемнадцатый студийный альбом британской рок-группы Marillion из Эйлсбери (графство Бакингемшир). Он был выпущен 17 сентября 2016 года.
Альбом занял 4-е место в Великобритании, что стало самой высокой позицией группы в чартах со времён Clutching at Straws в 1987 году.

## История
Как и во многих других своих последних записях, Marillion, считающиеся пионерами краудфандинга, обратились к своим поклонникам, чтобы профинансировать новый альбом. На этот раз группа решила присоединиться к онлайновой музыкальной платформе PledgeMusic, чтобы расширить возможности управления и обслуживания клиентов. Кампания предварительного заказа была запущена 1 сентября 2015 года, и к 6 октября поклонники из 67 стран мира пообещали купить альбом. Полученные деньги позволили Marillion отправиться в тур по Южной Америке в мае 2016 года и Северной Америке в октябре 2016 года. Альбом записывался с 2014 по 2016 год в собственной студии Racket Club Studios в Бакингемшире, а также в Real World Studios Питера Гэбриела в Уилтшире, где Marillion провели неделю в конце зимы 2016 года. 7 апреля 2016 года группа представила обложку и объявила название альбома как Fuck Everyone and Run (F E A R).
Вокалист Стив Хогарт прокомментировал название, сказав,
«Это название принято не в гневе или с намерением шокировать. Оно принято и спета (в песне „New Kings“) нежно, с грустью и отставкой, навеянной Англией и миром, которые все больше функционируют по философии „каждый сам за себя“. Не буду утомлять вас примерами, они ежедневно появляются в газетах. Чувство предчувствия пронизывает большую часть этой пластинки. У меня есть ощущение, что мы приближаемся к какому-то изменению в мире — необратимому политическому, финансовому, гуманитарному и экологическому шторму. Я надеюсь, что я ошибаюсь. Я надеюсь, что мой страх перед тем, что „кажется“ приближается, — это всего лишь страх, а не страх перед тем, что „на самом деле“ вот-вот произойдет».
На своём 18-м альбоме прог-рокеры Marillion коснулись нескольких политических тем. Само название «FEAR» — это аббревиатура от «Fuck Everybody and Run» («Послать» всех и бежать). Две из трёх длинных многочастных сюит («El Dorado» и «The New Kings») — откровенно политические заявления, в которых Англия и катастрофическое состояние мира рассматриваются не только наблюдательно, но и на собственном опыте. Центральная композиция «The Leavers» — это взгляд изнутри на жизнь в дороге, на то, как она влияет на отношения, и на то, насколько непрочной может стать связь человека с миром в результате.

## Отзывы
| Оценки критиков | Оценки критиков |
| Источник        | Оценка          |
| --------------- | --------------- |
| AllMusic        | [ 8 ]           |
| Classic Rock    | [ 9 ]           |
| The Guardian    | [ 10 ]          |

Fuck Everyone and Run (F E A R) получил положительные отзывы критиков изданий. Том Юрек из AllMusic отметил, что «Выпускать политический альбом всегда рискованно, и вероятность того, что он окажется запертым в своей исторической эпохе, обычно является прямым следствием этого. На своём 18-м альбоме прог-рокерам Marillion, похоже, все равно, и им нечего терять и не перед кем отчитываться, кроме самих себя. Поклонники музыкального направления, в котором Marillion следовали в 90-е годы на альбомах Brave и This Strange Engine, найдут в FEAR много интересного. Для полного восприятия требуется повторное прослушивание, но отдача от него — это самый последовательный и вдохновляющий альбом группы с диска 2004 года Marbles».
Дом Лоусон из Classic Rock отметил, что «Временами FEAR наводит на мысль, что Marillion взяли все самые эмоционально сильные и горячо динамичные моменты из 27-летней карьеры этого состава и облекли их в некую новую, экспоненциально ободрённую форму. FEAR ощущается как мощный рывок вперёд, острота его лирического подтекста высмеивает мнение о том, что Marillion — это просто весёлые старые пердуны, играющие перед галереей». Рецензент далее пришёл к выводу, что группаа «поёт, шепчет и воет о социальной несправедливости, порочности бесконтрольной власти и грандиозной наглости манипуляций СМИ. Это одновременно глубоко трогательно и тихо захватывающе: звучание группы-ветерана, полностью поглощённого своей музыкой, своим мировоззрением и своими причинами, по которым им не наплевать. Альбом большой глубины, огромного сердца и головокружительного изящества — один из лучших альбомов Marillion».

## Список композиций
Слова и музыка всех песен — Marillion.
| №                   | Название | Длительность                   |
| ------------------- | --- | ------------------------------ |
| 1.                  | «El Dorado" I. "Long-Shadowed Sun" II. "The Gold" III. "Demolished Lives" IV. "F E A R" V. "The Grandchildren of Apes»            | 16:46 1:26 6:13 2:24 4:08 2:35 |
| 2.                  | «Living in F E A R» | 6:25                           |
| 3.                  | «The Leavers" I. "Wake Up in Music" II. "The Remainers" III. "Vapour Trails in the Sky" IV. "The Jumble of Days" V. "One Tonight» | 19:08 4:27 1:35 4:49 4:20 3:56 |
| 4.                  | «White Paper» | 7:19                           |
| 5.                  | «The New Kings" I. "Fuck Everyone and Run" II. "Russia's Locked Doors" III. "A Scary Sky" IV. "Why Is Nothing Ever True?»         | 16:45 4:22 6:25 2:34 3:24      |
| 6.                  | «Tomorrow's New Country» | 1:47                           |
| Общая длительность: | Общая длительность: | 68:10                          |

### Издание на виниле (2xLP)
| Side one 1. «El Dorado» Side two 1. «Living in F E A R» 2. «White Paper» | Side three 1. «The Leavers» Side four 1. «The New Kings» 2. «Tomorrow’s New Country» |

## Чарты
| Чарт (2016)                       | Высшая позиция |
| --------------------------------- | -------------- |
| Австрия (Ö3 Austria)              | 43             |
| Бельгия/Фландрия (Ultratop)       | 26             |
| Бельгия/Валлония (Ultratop)       | 21             |
| Нидерланды (Album Top 100)        | 6              |
| Франция (SNEP)                    | 14             |
| Германия (Offizielle Top 100)     | 10             |
| Ирландия (IRMA)                   | 27             |
| Италия (Classifica album)         | 14             |
| Япония (Oricon)                   | 185            |
| Польша (ZPAV)                     | 8              |
| Шотландия (Scottish Albums Chart) | 4              |
| Испания (PROMUSICAE)              | 88             |
| Швеция (Sverigetopplistan)        | 17             |
| Швейцария (Schweizer Hitparade)   | 15             |
| Великобритания (UK Albums Chart)  | 4              |